# Рагби јунион репрезентација Пакистана
Рагби јунион репрезентација Пакистана је рагби јунион тим који представља Пакистан у овом контактном екипном спорту. Британски морнари донели су рагби у Пакистан у првој половини двадесетог века. Рагби савез Пакистана основан је 2000. Капитен репрезентације Пакистана је Арсалан Захид, а селектор је Роџер Комбс. Први званичан тест меч рагби јунион репрезентација Пакистана одиграла је 2003. и доживела убедљив пораз 75-3 од Шри Ланке. Најубедљивију победу пакистански рагбисти су остварили 2006. када су са 24-3 победили репрезентацију Филипина. Најубедљивији пораз пакистански рагбисти су доживели 2008. 92-0 их је декласирала Рагби јунион репрезентација Индије.

## Тренутни састав
Мобашер Махмуд
Малик Шакел
Хамад Сафдар
Амар Шигри
Арсалан Захид - капитен
Данијел Ахмед
Хаитем Шериф
Дауд Гил
Умер Умсан
Мухамед Басит
Имад Насир
Сакиб Муртаза
Сад Ариф
Кашиф Каваја
Јасир Мир
Али Шахид
Билал Кан
Мухамед Али Кан
Ајуб Зафар
Мухамед Ибрахим
Мухамед Вакас
Хасан Шах
Арсалан Мир
Ахмед Васим